# Pinales
Le Pinales sono un ordine di piante appartenenti alla divisione Pinophyta e alla classe Pinopsida; comprendono tutte le conifere viventi. Questo ordine era in precedenza noto come Coniferales.
La caratteristica distintiva è la struttura riproduttiva nota come pigna, cono o strobilo, prodotta da tutte le Pinales. Tutte le conifere esistenti, come cedro, pino, abete, peccio, larice, cipresso, ginepro e tasso vi sono incluse. Alcune conifere fossili, comunque, appartengono ad altri ordini distinti all'interno della divisione Pinophyta.
I tassi sono stati in passato separati in un ordine distinto (Taxales), ma le recenti prove genetiche indicano che sono monofiletici con altre conifere e sono ora inclusi nell'ordine Pinales.